# Polyphaga saussurei
Polyphaga saussurei är en kackerlacksart som först beskrevs av Carl August Dohrn 1888.  Polyphaga saussurei ingår i släktet Polyphaga och familjen Polyphagidae. Inga underarter finns listade i Catalogue of Life.